# Batis
Batis és un gènere d'ocells de la família dels platistèirids (Platysteiridae).

## Taxonomia
Segons la Classificació del Congrés Ornitològic Internacional (versió 12.1, 2021) aquest gènere està format per 20 espècies:
- batis del Rwenzori (Batis diops).
- batis de Boulton (Batis margaritae).
- batis cuacurta (Batis mixta).
- batis de Reichenow (Batis reichenowi).
- batis d'Iringa (Batis crypta).
- batis del Cap (Batis capensis).
- batis de Woodward (Batis fratrum).
- batis molitor (Batis molitor).
- batis del Senegal (Batis senegalensis).
- batis de l'Àfrica oriental (Batis orientalis).
- batis pàl·lida (Batis soror).
- batis pririt (Batis pririt).
- batis caranegre (Batis minor).
- batis d'Erlanger (Batis erlangeri).
- batis menuda (Batis perkeo).
- batis d'Angola (Batis minulla).
- batis de Verreaux (Batis minima).
- batis de l'Ituri (Batis ituriensis).
- batis de l'Àfrica occidental (Batis occulta).
- batis de Bioko (Batis poensis).